# Sábado en la noche
Sábado en la Noche es un programa de entretenimiento producido por Globovisión. Se transmite ininterrumpidamente desde 2007 en el horario de 10:00 p. m. a 12:00 a. m., conducido por Melisa Rauseo, Orlando Suárez y Yolimer Obelmejías.

## Formato
En este programa se entrevistan a cantantes, actores y figuras del mundo del espectáculo, tanto nacionales como extranjeras; y se tocan temas de entretenimiento como los relacionados con la música, películas, desfiles de moda, novelas, concursos y otras informaciones sobre la cultura pop venezolana que marcan tendencia. Los periodistas Orlando Suárez y Yolimer Obelmejías acompañan a Melisa Rauseo en esta tarea.
El espacio ha sido reconocido por reportes exclusivos acerca del seguimiento de eventos como el Miss Universo 2013 y 2014, los Premios Oscar's, tubazos relacionados con embarazos como el primero de Valeria Valle, fruto de su relación con Henrique Capriles Radonski, la vida sentimental de famosos como Nacho, Melany Mille, Chyno Miranda, Mariángel Ruiz y despidos de talentos de algunos canales de televisión, entre muchos otros, a lo largo de 16 años de transmisión. También por la realización de entrevistas exclusivas sobre cantantes y actores nacionales como Mirla Castellanos, Boris Izaguirre, Chino y Nacho, Daniela Alvarado, Diosa Canales, Víctor Muñoz, Javier Vidal, Lila Morillo, Martín Hahn, Erika de la Vega, Luis Chataing, Astrid Carolina Herrera, Oscar de León, Reinaldo Armas, Daniel Sarcos, Leonardo Villalobos, Luis Fernández, Mariana Vega, Gustavo Dudamel, Daniela Kosán, Amanda Gutiérrez, Servando y Florentino, entre otros.
Igualmente con personalidades internacionales como Carlos Vives, Reykon, J Balvin, Il Volo, Donald Trump, Aerosmith, entre otros.

## Presentadores
| Presentadores Actuales   | Presentadores Actuales | Presentadores Actuales    |
| Nombre                   | Período                | Papel Actual              |
| ------------------------ | ---------------------- | ------------------------- |
| Melisa Rauseo            | 2007 — presente        | Animadora principal       |
| Orlando Suárez           | 2010 — presente        | Periodista y presentador  |
| Yolimer Obelmejias       | 2018 — presente        | Periodista y presentadora |
| Presentadores Anteriores |                        |                           |
| Nombre                   | Período                | Papel Actual              |
| Rebeca Moreno            | 2007 — 2010            | Animadora principal       |
| Rocío Higuera            | 2010 — 2017            | Animadora principal       |
| María Gabriela Páez      | 2014 — 2017            | Animadora principal       |
| Luis Del Villar          | 2010 — 2017            | Comentarista              |
| Sandra Villanueva        | 2007 — 2013            | Presentadora principal    |
| Marielena González       | 2013 — 2016            | Comentarista              |
| José Gregorio Araujo     | 2017 2018              | Comentarista Invitado     |

## Estadísticas de Duración
En 2018 tras el retiro de Rocío Higuera al programa, contó con la participación cada semana de un presentador invitado. Tales como Marisol Rodríguez, Jairam Navas, Rosangélica Monasterio, Valeria Valle, Vanessa Senior, Marielena González Arriojas, Beatriz Lugo, Carla Field y Silvana Continanza.
| Presentadores       | Presentadores | Presentadores | Presentadores | Presentadores | Presentadores | Presentadores | Presentadores | Presentadores | Presentadores | Presentadores | Presentadores | Presentadores | Presentadores | Presentadores | Presentadores |
| Presentadores       | 2007          | 2008          | 2009          | 2010          | 2011          | 2012          | 2013          | 2014          | 2015          | 2016          | 2017          | 2018          | 2019          | 2020          | 2021          |
| ------------------- | ------------- | ------------- | ------------- | ------------- | ------------- | ------------- | ------------- | ------------- | ------------- | ------------- | ------------- | ------------- | ------------- | ------------- | ------------- |
| Melisa Rauseo       |               |               |               |               |               |               |               |               |               |               |               |               |               |               |               |
| Sandra Villanueva   |               |               |               |               |               |               |               |               |               |               |               |               |               |               |               |
| Rebeca Moreno       |               |               |               |               |               |               |               |               |               |               |               |               |               |               |               |
| Orlando Suárez      |               |               |               |               |               |               |               |               |               |               |               |               |               |               |               |
| Rocío Higuera       |               |               |               |               |               |               |               |               |               |               |               |               |               |               |               |
| Luis Del Villar     |               |               |               |               |               |               |               |               |               |               |               |               |               |               |               |
| Marielena González  |               |               |               |               |               |               |               |               |               |               |               |               |               |               |               |
| María Gabriela Paéz |               |               |               |               |               |               |               |               |               |               |               |               |               |               |               |
| Yolimer Obelmejías  |               |               |               |               |               |               |               |               |               |               |               |               |               |               |               |
| Prince Julio César  |               |               |               |               |               |               |               |               |               |               |               |               |               |               |               |

Notas
| = Presentador Principal. = Presentador Secundario. = Presentador Invitado. = No es Presentador. |

## Controversias
- El programa ha solido tener controversias y críticas entre artistas venezolanos y las presentadoras (o viceversa), como conflictos entre actores, como Daniela Alvarado y José Manuel Suárez tras un suceso en un función,[4] realizar preguntas "incómodas" , como el presentado al cantante Noel Schajris,[5] o inclusive indirectas a expresentadoras.[6]

## Premios
| Año  | Premio                          | Categoría                                                    | Candidato          | Resultado |
| ---- | ------------------------------- | ------------------------------------------------------------ | ------------------ | --------- |
| 2013 | Premios Inter                   | Animadora del año                                            | Rocío Higuera      | Nominada  |
| 2017 | Premios Mara de Oro             | Magazine Televisivo Destacado del Año                        | Sábado en la noche | Ganadores |
| 2018 | Premios Venezuela Internacional | Periodista del Año                                           | Melisa Rauseo      | Ganadora  |
| 2022 | Premios Mara de Oro             | Mara de Platino por sus 15 años de trayectoria en televisión | Sábado en la noche | Ganadores |